# Гэлбрайт, Патрик
Па́трик Гэ́лбрайт (англ. Patrick Galbraith; род. 16 апреля 1967, Такома, Вашингтон) — американский теннисист, специализировавшийся на игре в парах. Бывшая первая ракетка мира в мужском парном разряде. Двукратный победитель Открытого чемпионата США в смешанном парном разряде, победитель чемпионата мира АТР 1995 года в парном разряде.

## Спортивная карьера

### Начало карьеры
С 1986 по 1989 год Патрик Гэлбрайт участвовал в студенческих чемпионатах США как студент Калифорнийского университета в Лос-Анджелесе и за это время трижды попадал в символическую любительскую сборную США в парном разряде, а в 1988 году выиграл чемпионат Национальной ассоциации студенческого спорта (NCAA) в парном разряде. Свои первые матчи в профессиональном турнире он провёл в 1987 году, на турнире класса ATP Challenger в Сиэтле, где проиграл в первом же круге в одиночном разряде и дошёл до четвертьфинала в паре с соотечественником Брайаном Гэрроу. Ровно через год в Сиэтле они с Гэрроу дошли уже до финала, а в июле 1989 года в Ньюпорте выиграли свой первый турнир ATP. До конца сезона они также выиграли два «челленджера» (ещё один Гэлбрайт выиграл с другим партнёром) и дошли до третьего круга на Открытом чемпионате США. В октябре Гэлбрайт вошёл в число ста лучших теннисистов мира в парном разряде. И в Ньюпорте, и позже в Филадельфии он участвовал в одиночном турнире и выбывал из борьбы в первом же круге.
За 1990 года Гэлбрайт с разными партнёрами выиграл два турнира, в том числе турнир ATP Championship Series в Торонто, и дошёл до полуфинала на Открытом чемпионате США. После победы в Торонто он вошёл в число 50 лучших парных игроков, а в конце сезона — в двадцатку сильнейших. В одиночном разряде он провёл всего три матча в «челленджерах».

### Пик карьеры: 1991—1995
Основным партнёром Гэлбрайта в 1991 году стал Тодд Уитскен. Вместе они выиграли три турнира АТР (ещё одну победу Гэлбрайт одержал с Андерсом Ярридом), дошли до четвертьфинала на Уимблдоне и полуфиналов на престижных турнирах в Монте-Карло, Стокгольме и Париже. В итоге к концу года Гэлбрайт вошёл в десятку лучших парных игроков мира и вместе с Уитскеном принял участие в чемпионате мира по версии АТР. Там, однако, они выиграли только одну игру из трёх и не сумели выйти из отборочной группы. В этом же году Гэлбрайт провёл свои последние матчи в одиночном разряде, в дальнейшем полностью сосредоточившись на игре в парах.
Расставшись в марте 1992 года с Уитскеном, остаток сезона Гэлбрайт провёл с разными партнёрами, но ни с одним из них не выиграл достаточно, чтобы второй год подряд попасть на чемпионат мира. Тем не менее в его личном активе в этом году — пять выигранных турниров и ещё один выход в финал.
С 1993 года начались совместные выступления Гэлбрайта с канадцем Грантом Коннеллом. Они выиграли первый же свой турнир в сезоне, в Окленде, позднее добавив к этой победе ещё две, а также выступление в четырёх финалах, включая финал Уимблдонского турнира, где они проиграли австралийцам Вудбриджу и Вудфорду. В октябре, после выигрыша Открытого чемпионата Японии, Гэлбрайт впервые поднялся на первую строчку в рейтинге ATP, которую занимал три недели. По итогам сезона Гэлбрайт и Коннелл приняли участие в чемпионате мира АТР, где дошли до полуфинала.
За 1994 год Гэлбрайт и Коннел выиграли четыре турнира и ещё трижды играли в финалах, в том числе второй год подряд на Уимблдоне, где снова уступили Вудбриджу и Вудфорду. На Открытом чемпионате Франции они дошли до полуфинала. После выхода в финал Уимблдона Гэлбрайт второй раз поднялся на первую позицию в рейтинге, но удержался там всего одну неделю. В конце года Гэлбрайт и Коннел второй раз подряд приняли участие в чемпионате мира АТР, но на этот раз не вышли из группы, проиграв два матча из трёх. В этом году Гэлбрайт также завоевал свой первый титул на турнире Большого шлема, выиграв с южноафриканской теннисисткой Элной Рейнах Открытый чемпионат США в смешанном парном разряде.
С января по ноябрь 1995 года Гэлбрайт и Коннелл выиграли четыре турнира и ещё трижды играли в финалах. Они также дошли до полуфинала Открытого чемпионата США. Успешные выступления обеспечили им участие в чемпионате мира АТР, который они с третьей попытки сумели выиграть; хотя они выиграли только один из трёх матчей группового этапа, этого хватило, чтобы выйти из группы, а затем они победили Вудбриджа и Вудфорда в полуфинале и нидерландскую пару Хархёйс — Элтинг в финале.

### Окончание карьеры: 1996—2000
В начале 1996 года Гэлбрайт расстался с Коннеллом, приближавшимся к окончанию карьеры. В течение этого сезона он сменил ряд партнёров, чаще всего выступая с Андреем Ольховским, с которым дошёл до полуфинала Открытого чемпионата Австралии и выиграл турнир в Гонконге. С другими партнёрами он победил ещё на трёх турнирах, включая третью за карьеру победу на турнире категории ATP Super 9 в Канаде. В смешанном парном разряде он повторил успех двухлетней давности, выиграв с Лизой Реймонд Открытый чемпионат США. В этом году он в первый и последний раз за карьеру выступал за сборную США в Кубке Дэвиса, где его партнёром был Патрик Макинрой. После поражения от чехов в четвертьфинале больше его в сборную не приглашали.
В 1997 году постоянным партнёром Гэлбрайта стал Эллис Феррейра из ЮАР. Выиграв пять турниров и ещё дважды пробившись в финал, они в последний раз за карьеру Гэлбрайта попали в чемпионат мира АТР, но, проиграв два матча из трёх, из группы выйти не сумели. Гэлбрайт также в третий раз за карьеру дошёл до финала турнира Большого шлема в смешанном парном разряде, но в финале Открытого чемпионата Франции их с Реймонд победили Рика Хираки и Махеш Бхупати.
В 1998 году Гэлбрайт снова сменил ряд партнёров. В основном он играл с Бреттом Стивеном из Новой Зеландии, с которым выиграл турнир в Окленде и дошёл до четвертьфинала на первых трёх турнирах Большого шлема в сезоне. На Открытом чемпионате США они с Реймонд снова дошли до финала в соревновании смешанных пар, но проиграли Серене Уильямс и Максиму Мирному.
1999 год Гэлбрайт начал, выступая в паре то с Джимом Курье, то с Паулем Хархёйсом, но с апреля его партнёром стал Джастин Гимелстоб, с которым он и выиграл свои последние турниры АТР в Атланте и Ноттингеме. Последним турниром Гэлбрайта в 1999 году стал Уимблдон, после которого он пропустил остаток сезона из-за операции по восстановлению ахиллова сухожилия. Полностью восстановиться после операции ему не удалось. Помимо выхода в финал в Скоттсдейле и полуфинал в Майами, он в 2000 году не прошёл дальше третьего круга ни на одном турнире и закончил активную карьеру после поражения во втором круге Открытого чемпионата США.

## Участие в финалах турниров Большого шлема за карьеру (6)

### Мужской парный разряд (2)

#### Поражения (2)
| Год  | Турнир                  | Покрытие | Партнёр       | Соперники в финале         | Счёт в финале  |
| ---- | ----------------------- | -------- | ------------- | -------------------------- | -------------- |
| 1993 | Уимблдонский турнир     | Трава    | Грант Коннелл | Тодд Вудбридж Марк Вудфорд | 5-7, 3-6, 6-74 |
| 1994 | Уимблдонский турнир (2) | Трава    | Грант Коннелл | Тодд Вудбридж Марк Вудфорд | 6-73, 3-6, 1-6 |

### Смешанный парный разряд (4)

#### Победы (2)
| Год  | Турнир                     | Покрытие | Партнёр      | Соперники в финале        | Счёт в финале |
| ---- | -------------------------- | -------- | ------------ | ------------------------- | ------------- |
| 1994 | Открытый чемпионат США     | Хард     | Элна Рейнах  | Яна Новотна Тодд Вудбридж | 6-2, 6-4      |
| 1996 | Открытый чемпионат США (2) | Хард     | Лиза Реймонд | Манон Боллеграф Рик Лич   | 7-6, 7-6      |

#### Поражения (2)
| Год  | Турнир                     | Покрытие | Партнёр      | Соперники в финале           | Счёт в финале |
| ---- | -------------------------- | -------- | ------------ | ---------------------------- | ------------- |
| 1997 | Открытый чемпионат Франции | Грунт    | Лиза Реймонд | Рика Хираки Махеш Бхупати    | 4-6, 1-6      |
| 1998 | Открытый чемпионат США     | Хард     | Лиза Реймонд | Серена Уильямс Максим Мирный | 2-6, 2-6      |

## Участие в финалах турниров за карьеру — мужской парный разряд (55)
| Легенда                                 |
| --------------------------------------- |
| Большой шлем (2)                        |
| Чемпионат мира АТР (1)                  |
| АТР Super 9 (8)                         |
| АТР Championship Series / ATP Gold (12) |
| АТР-тур / Grand Prix (32)               |

| По типу покрытия |
| ---------------- |
| Хард (28)        |
| Грунт (5)        |
| Трава (7)        |
| Ковёр (15)       |

### Победы (36)
| №   | Дата        | Турнир                                                  | Покрытие | Партнёр           | Соперники в финале                 | Счёт в финале      |
| --- | ----------- | ------------------------------------------------------- | -------- | ----------------- | ---------------------------------- | ------------------ |
| 1.  | 17 июл 1989 | Hall of Fame Championships, Ньюпорт, США                | Трава    | Брайан Гэрроу     | Нил Броуд Стефан Крюгер            | 2-6, 7-5, 6-3      |
| 2.  | 19 фев 1990 | Toronto Indoor, Канада                                  | Ковёр    | Дэвид Макферсон   | Нил Броуд Кевин Каррен             | 3-6, 6-3, 6-4      |
| 3.  | 22 окт 1990 | Гран-при Лиона, Франция                                 | Ковёр    | Келли Джонс       | Джим Грэбб Дэвид Пейт              | 7-6, 6-4           |
| 4.  | 4 мар 1991  | ABN AMRO World Tennis Tournament, Роттердам, Нидерланды | Ковёр    | Андерс Яррид      | Стив де Вриз Дэвид Макферсон       | 7-6, 6-2           |
| 5.  | 8 апр 1991  | Гонконг                                                 | Хард     | Тодд Уитскен      | Роберт ван'т Хоф Гленн Мичибата    | 6-2, 6-4           |
| 6.  | 6 мая 1991  | BMW Open, Мюнхен, Германия                              | Грунт    | Тодд Уитскен      | Дани Виссер Андерс Яррид           | 7-5, 6-4           |
| 7.  | 29 июл 1991 | Открытый чемпионат Канады, Монреаль                     | Хард     | Тодд Уитскен      | Грант Коннелл Гленн Мичибата       | 6-4, 3-6, 6-1      |
| 8.  | 20 апр 1992 | Philips Open, Ницца, Франция                            | Грунт    | Скотт Мелвилл     | Дани Виссер Питер Олдрич           | 6-1, 3-6, 6-4      |
| 9.  | 4 мая 1992  | Гран-при Мадрида, Испания                               | Грунт    | Патрик Макинрой   | Франсиско Клавет Карлос Коста      | 6-3, 6-2           |
| 10. | 22 июн 1992 | Открытый чемпионат Манчестера, Великобритания           | Трава    | Дэвид Макферсон   | Джереми Бейтс Лори Уордер          | 4-6, 6-3, 6-2      |
| 11. | 27 июл 1992 | Открытый чемпионат Канады, Торонто (2)                  | Хард     | Дани Виссер       | Андре Агасси Джон Макинрой         | 6-4, 6-4           |
| 12. | 10 авг 1992 | Лос-Анджелес, США                                       | Хард     | Джим Пух          | Франсиско Монтана Дэвид Уитон      | 7-6, 7-6           |
| 13. | 18 янв 1993 | Heineken Open, Окленд, Новая Зеландия                   | Хард     | Грант Коннелл     | Алекс Антонич Александр Волков     | 6-3, 7-6           |
| 14. | 18 окт 1993 | Seiko Super Tennis, Токио, Япония                       | Ковёр    | Грант Коннелл     | Люк Дженсен Мерфи Дженсен          | 6-3, 6-4           |
| 15. | 15 ноя 1993 | Чемпионат Европейского сообщества, Антверпен, Бельгия   | Ковёр    | Грант Коннелл     | Уэйн Феррейра Хавьер Санчес        | 6-3, 7-6           |
| 16. | 7 мар 1994  | Newsweek Champions Cup, Индиан-Уэллз, США               | Хард     | Грант Коннелл     | Байрон Блэк Джонатан Старк         | 7-5, 6-3           |
| 17. | 25 июл 1994 | Legg Mason Tennis Classic, Вашингтон, США               | Хард     | Грант Коннелл     | Йонас Бьоркман Якоб Хласек         | 6-4, 4-6, 6-3      |
| 18. | 22 авг 1994 | Volvo International, Нью-Хейвен, США                    | Хард     | Грант Коннелл     | Паул Хархёйс Якко Элтинг           | 6-4, 7-6           |
| 19. | 17 окт 1994 | Seiko Super Tennis, Токио (2)                           | Ковёр    | Грант Коннелл     | Байрон Блэк Джонатан Старк         | 6-3, 3-6, 6-4      |
| 20. | 16 янв 1995 | Heineken Open,Окленд (2)                                | Хард     | Грант Коннелл     | Луис Лобо Хавьер Санчес            | 6-4, 6-3           |
| 21. | 13 фев 1995 | Теннисный чемпионат Дубая, ОАЭ                          | Хард     | Грант Коннелл     | Томас Карбонелл Франсиско Роиг     | 6-2, 4-6, 6-3      |
| 22. | 27 фев 1995 | Штутгарт, Германия                                      | Ковёр    | Грант Коннелл     | Даниэль Вацек Цирил Сук            | 6-2, 6-2           |
| 23. | 6 ноя 1995  | Paris Open, Франция                                     | Ковёр    | Грант Коннелл     | Джим Грэбб Тодд Мартин             | 6-2, 6-2           |
| 24. | 25 ноя 1995 | Чемпионат мира АТР, Эйндховен, Нидерланды               | Ковёр    | Грант Коннелл     | Паул Хархёйс Якко Элтинг           | 7-6, 7-6, 3-6, 7-6 |
| 25. | 11 мар 1996 | Franklin Templeton Classic, Скоттсдейл, Аризона, США    | Хард     | Рик Лич           | Ричи Ренеберг Бретт Стивен         | 5-7, 7-5, 7-5      |
| 26. | 15 апр 1996 | Гонконг (2)                                             | Хард     | Андрей Ольховский | Кент Киннэр Дейв Рэндолл           | 6-3, 6-7, 7-6      |
| 27. | 26 авг 1996 | Открытый чемпионат Канады, Торонто (3)                  | Хард     | Паул Хархёйс      | Даниэль Нестор Марк Ноулз          | 7-6, 6-3           |
| 28. | 11 ноя 1996 | Открытый чемпионат Стокгольма, Швеция                   | Хард (i) | Джонатан Старк    | Крис Вудрафф Тодд Мартин           | 7-6, 6-4           |
| 29. | 13 янв 1997 | Heineken Open,Окленд (3)                                | Хард     | Эллис Феррейра    | Рик Лич Джонатан Старк             | 6-4, 4-6, 7-6      |
| 30. | 24 фев 1997 | Kroger St. Jude International, Мемфис, США              | Хард (i) | Эллис Феррейра    | Рик Лич Джонатан Старк             | 6-3, 3-6, 6-1      |
| 31. | 23 июн 1997 | Открытый чемпионат Ноттингема, Великобритания           | Трава    | Эллис Феррейра    | Дэнни Сапсфорд Крис Уилкинсон      | 4-6, 7-6, 7-6      |
| 32. | 13 окт 1997 | CA-Tennis Trophy, Вена, Австрия                         | Ковёр    | Эллис Феррейра    | Марк-Кевин Гёлльнер Давид Приносил | 6-3, 6-4           |
| 33. | 20 окт 1997 | Гран-при Лиона (2)                                      | Ковёр    | Эллис Феррейра    | Оливье Делатр Фабрис Санторо       | 3-6, 6-2, 6-4      |
| 34. | 19 янв 1998 | Heineken Open,Окленд (4)                                | Хард     | Бретт Стивен      | Том Нейсен Джефф Таранго           | 6-4, 6-2           |
| 35. | 3 мая 1999  | Атланта, США                                            | Грунт    | Джастин Гимелстоб | Тодд Вудбридж Марк Вудфорд         | 5-7, 7-6, 6-3      |
| 36. | 21 июн 1999 | Открытый чемпионат Ноттингема (2)                       | Трава    | Джастин Гимелстоб | Мариус Барнард Брент Хейгарт       | 5-7, 7-5, 6-3      |

### Поражения (19)
| №   | Дата        | Турнир                                        | Покрытие | Партнёр         | Соперники в финале                | Счёт в финале  |
| --- | ----------- | --------------------------------------------- | -------- | --------------- | --------------------------------- | -------------- |
| 1.  | 15 окт 1990 | Берлин, Германия                              | Ковёр    | Кевин Каррен    | Дани Виссер Питер Олдрич          | 6-7, 6-7       |
| 2.  | 9 ноя 1992  | Paris Open, Франция                           | Ковёр    | Дани Виссер     | Джон Макинрой Патрик Макинрой     | 4-6, 2-6       |
| 3.  | 8 фев 1993  | Теннисный чемпионат Дубая, ОАЭ                | Хард     | Грант Коннелл   | Джон Фицджеральд Андерс Яррид     | 2-6, 1-6       |
| 4.  | 10 мая 1993 | Открытый чемпионат Германии, Гамбург          | Грунт    | Грант Коннелл   | Марк Куверманс Паул Хархёйс       | 4-6, 7-6, 6-7  |
| 5.  | 5 июл 1993  | Уимблдонский турнир, Великобритания           | Трава    | Грант Коннелл   | Тодд Вудбридж Марк Вудфорд        | 5-7, 3-6, 6-74 |
| 6.  | 26 июл 1993 | Washington Open, США                          | Хард     | Грант Коннелл   | Байрон Блэк Рик Лич               | 4-6, 5-7       |
| 7.  | 17 янв 1994 | Heineken Open, Окленд, Новая Зеландия         | Хард     | Грант Коннелл   | Патрик Макинрой Джаред Палмер     | 2-6, 6-4, 4-6  |
| 8.  | 21 фев 1994 | Штутгарт, Германия                            | Ковёр    | Грант Коннелл   | Дэвид Адамс Андрей Ольховский     | 7-6, 4-6, 6-7  |
| 9.  | 4 июл 1994  | Уимблдонский турнир (2)                       | Трава    | Грант Коннелл   | Тодд Вудбридж Марк Вудфорд        | 6-73, 3-6, 1-6 |
| 10. | 26 июн 1995 | Открытый чемпионат Ноттингема, Великобритания | Трава    | Дани Виссер     | Люк Дженсен Мерфи Дженсен         | 3-6, 7-5, 4-6  |
| 11. | 9 окт 1995  | Открытый чемпионат Куала-Лумпура, Малайзия    | Ковёр    | Грант Коннелл   | Патрик Макинрой Марк Филиппуссис  | 5-7, 4-6       |
| 12. | 13 ноя 1995 | Открытый чемпионат Стокгольма, Швеция         | Хард (i) | Грант Коннелл   | Паул Хархёйс Якко Элтинг          | 6-3, 2-6, 6-7  |
| 13. | 1 апр 1996  | Lipton Championships, Майами, США             | Хард     | Эллис Феррейра  | Тодд Вудбридж Марк Вудфорд        | 1-6, 3-6       |
| 14. | 3 мар 1997  | Advanta Championships, Филадельфия, США       | Хард (i) | Эллис Феррейра  | Себастьян Ларо Алекс О'Брайен     | 3-6, 3-6       |
| 15. | 10 ноя 1997 | Открытый чемпионат Стокгольма (2)             | Хард (i) | Эллис Феррейра  | Марк-Кевин Гёлльнер Ричи Ренеберг | 3-6, 6-3, 6-7  |
| 16. | 27 июл 1998 | Legg Mason Tennis Classic, Вашингтон (2)      | Хард     | Уэйн Феррейра   | Грант Стаффорд Кевин Ульетт       | 2-6, 4-6       |
| 17. | 11 янв 1999 | AAPT Championships, Аделаида, Австралия       | Хард     | Уэйн Феррейра   | Густаво Куэртен Николас Лапентти  | 4-6, 4-6       |
| 18. | 18 янв 1999 | Sydney International, Австралия               | Хард     | Паул Хархёйс    | Себастьян Ларо Даниэль Нестор     | 3-6, 4-6       |
| 19. | 13 мар 2000 | Чемпионат Аризоны, Скоттсдейл, США            | Хард     | Дэвид Макферсон | Джаред Палмер Ричи Ренеберг       | 3-6, 5-7       |

## Статистика участия в центральных турнирах за карьеру
| Турнир                       | 1988 | 1989 | 1990 | 1991 | 1992 | 1993 | 1994 | 1995 | 1996 | 1997 | 1998 | 1999 | 2000 | Итого  | В / П за карьеру |
| ---------------------------- | ---- | ---- | ---- | ---- | ---- | ---- | ---- | ---- | ---- | ---- | ---- | ---- | ---- | ------ | ---------------- |
| Открытый чемпионат Австралии | A    | A    | 1R   | 2R   | 1R   | 2R   | 1R   | 2R   | 1/2  | 1/4  | 1/4  | 1/4  | 1R   | 0 / 11 | 16-11            |
| Открытый чемпионат Франции   | A    | A    | 1R   | 1R   | 3R   | 1R   | 1/2  | 2R   | 2R   | 2R   | 1/4  | 1R   | 1R   | 0 / 11 | 12-11            |
| Уимблдонский турнир          | A    | A    | 2R   | 1/4  | 2R   | Ф    | Ф    | 1R   | 3R   | 3R   | 1/4  | 3R   | 2R   | 0 / 11 | 25-11            |
| Открытый чемпионат США       | 1R   | 3R   | 1/2  | 2R   | 3R   | 2R   | 1R   | 1/2  | 2R   | 1R   | 1R   | A    | 2R   | 0 / 12 | 16-12            |
| Чемпионат мира АТР           | A    | A    | A    | RR   | A    | 1/2  | RR   | П    | A    | RR   | A    | A    | A    | 1 / 5  | 7-9              |
| Турниры серии Мастерс        |      |      |      |      |      |      |      |      |      |      |      |      |      |        |                  |
| Индиан-Уэллз                 | -    | -    | 1/4  | 1/4  | 2R   | 2R   | П    | 1/4  | 1R   | 2R   | 2R   | 1/4  | 2R   | 1 / 11 | 15-10            |
| Майами                       | -    | -    | A    | 1R   | 2R   | 2R   | 2R   | 1/2  | Ф    | 2R   | 3R   | 2R   | 1/2  | 0 / 10 | 12-10            |
| Монте-Карло                  | -    | -    | 2R   | 1/2  | 2R   | 2R   | 1/4  | 2R   | A    | 1/4  | A    | A    | 1R   | 0 / 8  | 6-8              |
| Рим                          | -    | -    | 1R   | A    | 1R   | 1R   | 1R   | 2R   | 1/2  | 2R   | 1/4  | A    | 1R   | 0 / 9  | 7-9              |
| Гамбург                      | -    | -    | A    | 1/4  | 1/4  | Ф    | 2R   | 1/4  | 1/2  | 1/2  | A    | A    | 1R   | 0 / 8  | 12-8             |
| Торонто / Монреаль           | -    | -    | A    | П    | П    | 1/2  | 2R   | 1/2  | П    | 2R   | 2R   | A    | A    | 3 / 8  | 18-5             |
| Цинциннати                   | -    | -    | 2R   | 2R   | 1/4  | 1/2  | 1/4  | 1/4  | 2R   | 1/4  | 1R   | A    | 1R   | 0 / 10 | 10-10            |
| Стокгольм / Эссен / Штутгарт | -    | -    | 1/4  | 1/2  | 2R   | 1/2  | 2R   | 1/2  | 2R   | 2R   | A    | A    | A    | 0 / 8  | 8-8              |
| Париж                        | -    | -    | 2R   | 1/2  | Ф    | 1/4  | 1/2  | П    | 1R   | 1/2  | A    | A    | A    | 1 / 8  | 15-7             |
| Рейтинг в конце сезона       | 508  | 69   | 20   | 9    | 13   | 2    | 7    | 6    | 10   | 9    | 28   | 50   | 73   | -      | -                |

## Административная карьера
После окончания спортивной карьеры Гэлбрайт получил первую степень по психологии и занялся бизнесом, став вице-президентом UBS Financial Services. Он также дважды был избран в совет директоров Теннисной ассоциации США и был членом совета игроков АТР.